# Soverzene
Soverzene – miejscowość i gmina we Włoszech, w regionie Wenecja Euganejska, w prowincji Belluno.
Według danych na styczeń 2009 gminę zamieszkiwało 428 osób przy gęstości zaludnienia 29 os./1 km².